# Точно розв'язувана задача
Точно розв'язувана задача — задача теоретичної фізики, відповідь на яку може бути записана у вигляді елементарних або відомих спеціальних функцій.
Деякі точно розв'язувані задачі
- задача двох тіл, що взаємодіють одне з одним лише гравітаційно — в класичній механіці
- задача про тривимірний гармонічний осцилятор, кулонівський потенціал, однорідне магнітне полі — у квантовій механіці
- одномірна і двовимірна модель Ізінга у статистичній фізиці

Деякі задачі, що неможливо точно розв'язати
- задача трьох тіл в механіці і її узагальнення на багато тіл
- задача двох тіл в загальній теорії відносності
- задача про атом гелію (тобто два електрона в кулонівському потенціалі)
- тривимірна модель Ізінга